# Beresztelke község
Beresztelke község (románul: Comuna Breaza) község Maros megyében, Romániában. Központja Beresztelke, beosztott falvai Kisfülpös, Magyarfülpös.

## Népessége
A 2011-es népszámlálás adatai alapján a község népessége 2473 fő volt.